# Halisahar
Halisahar (bengali হালিশহর) är en stad i Indien. Den är belägen längs med Huglifloden i distriktet North 24 Parganas i delstaten Västbengalen. Staden, Halisahar Municipality, ingår i Calcuttas storstadsområde och hade 124 939 invånare vid folkräkningen 2011.